# モンディアロゴ
モンディアロゴ（モンディアロゴ 英語: Mondialogo）は、ユネスコ（UNESCO）とダイムラー・クライスラー社によって2年に一度開催されている世界的規模のコンテストで、地球を意味するイタリア語"Mondo"と会話を意味するイタリア語"Dialogo"を掛け合わせた造語。
『モンディアロゴ・エンジニアリングアワード』と『モンディアロゴ・スクールコンテスト』に分かれている。

## 設立
ダイムラー・クライスラー社とUNESCOによって2003年10月に設立された。このコンテストの趣旨は様々な文化で育った世界中の若い世代の人間の相互理解と、彼らの熱意のある文化の交換を助ける事である。著者のHenning MankellとPaulo Coelhoはモンディアロゴの大使である。

## モンディアロゴ・エンジニアリングアワード
大学生のための国際コンテストである。過去に受賞した大学は以下の通り。
- 2006/2007大会
  - 東京大学：Mondialogo Engineering Award Winner
    - Project Title：Improving the Structural Strength under Seismic Loading of Non-Engineered Buildings in the Himalayan Region
- 2008/2009大会
  - 東京工業大学：Mondialogo Engineering Gold Award
    - Project Title：Low-cost food preservation for farming communities in rural Nepal

## モンディアロゴ・スクールコンテスト
応募があった世界中の学校からランダムで２校組み合わせ（必ず別の国の学校とペアが組める）、テーマのある作品を作らせる。ペアの学校とはモンディアロゴのホームページ内にあるチャットやE-mailシステムなどでコンタクトをとる事が出来る。参加校の中から25ペアが選ばれ、コンテスト会場へ招待される。コンテスト会場では各学校から作品についてのプレゼンテーションが行われ、上位３位が発表される。各国様々な環境の学校から応募があるため、会場への航空賃、宿泊代などは全てユネスコとダイムラー・クライスラーからの費用で賄われる。
日本国籍の学校で入賞した学校は以下の通り。
スイス公文学園高等部（第一回コンテスト）
1. Team名「Daruma」
2. 「平和と戦争」がテーマのビデオを作成。
3. ペア校はクウェートの女子校。このクウェートの高校はコンテストの最中に廃校になった。

神戸市立葺合高等学校（第二回コンテスト）
1. Team名「Yume Sakura」
2. 防災訓練についてのボードゲームを作成。

ともに高校。
なお、入賞していなくても日本から参加した学校は他にも沢山ある。

## モンディアロゴに贈られた賞
異文化交流を大きく助けたとしてモンディアロゴには様々な賞が贈られている。
- Best Global Website Award 2005
- Preis für Freiheit und Verantwortung 2005 (Freedom and Respondibility Award 2005, Germany)
- Clarion Award 2005 by the International Visual Communication Association (IVCA), London
- PR News CSR Awards 2006
- WebAward 2006 (Outstanding Community Website)
- International Business Award 2007 (Best CSR Program in Europe)